# Växel (betalningsmedel)
Växel är en betalningsanvisning som kan fungera både som betalningsmedel och som skuldebrev. 
Växeln är i sin enklaste form en handling som utfärdas av en person, utställaren (trassenten), och innehåller en ovillkorlig uppmaning till en annan person (acceptanten, trassaten) att betala ett visst belopp till en tredje person (remittenten). Denna typ av växel kallas dragen växel. Man säger att trassenten drar en växel på trassaten.
Om utställaren och acceptanten är samma person kallas växeln för egen växel. En egen växel är snarare ett slags löpande skuldebrev än en betalningsanvisning. Dock är handlingen fortfarande en växel, inte ett skuldebrev, och styrs av de växelrättsliga reglerna. Den kanske viktigaste skillnaden mellan en växel och ett skuldebrev är att för en växel kan remittenten normalt kräva alla överlåtare, och i sista hand utställaren, på betalning om trassaten inte betalar. För ett skuldebrev är det endast utställaren som kan krävas på betalning och eventuell borgen hanteras utanför själva skuldebrevet.

## Historia
Bruket att använda växlar är gammalt. Redan på 1100-talet användes växlar i Norditaliens handelsstäder och i Norden omnämns de för första gången i lagstiftning i början 1600-talet. Modern växellagstiftning kan härledas från världsomfattade konventioner från 1930-talet. Växellagarna i de olika nordiska länderna har efter gemensamt lagstiftningsarbete i allt väsentligt samma innehåll. Idag finns många andra sätt att överföra pengar utan att bära runt på sedlar och mynt och bruket av växlar torde vara ganska litet i industrialiserade länder med moderna banksystem. Växlar var i Sverige tidigare mycket vanliga särskilt vid avbetalningskontrakt och i studentkretsar.

## Växlar i Sverige
I Sverige regleras växlar av växellagen.
Kraven på en handling för att den korrekt ska kunna benämnas växel framgår av 1 § växellagen. Handling som inte uppfyller kraven är ogiltig som växel med följande undantag:
1. förfallotid inte är utsatt. Växeln är då betalbar vid uppvisandet,
2. växels betalningsort saknas. Då gäller den ort som är utsatt vid utställarens namn.

En utställd växel ska uppvisas för godkännande inom ett år med vissa undantag.
Godkännande ska tecknas å växeln och uttryckas "godkännes" ("accepteras") eller annat motsvarande uttryck samt undertecknas av växelbetalaren. 
Dennes blotta namnteckning å växelns framsida gäller också som godkännande.
Växel, som utställts men ännu inte accepterats, brukade benämnas tratta.
En växel får alltid överlåtas. 
Överlåtelse, som alltid ska undertecknas av överlåtaren, ska tecknas på baksidan av växeln eller på ett vidhäftat blad (allonge). Sådan överlåtelse betecknas indossament. 
Den som överlåtit växel blir ansvarig för dess betalning.
Växel, som förfallit till betalning, ska inom två dygn presenteras för notarius publicus i den kommun där växeln är betalbar.
Protokoll ska upprättas.
Betalas inte växel på förfallodagen får innehavaren väcka talan vid tingsrätt mot acceptanten, överlåtare eller utställaren.
Gentemot innehavaren är de alla solidariskt betalningsskyldiga.
Växelfordran mot godkännare är preskriberad efter tre år, räknat från växelns förfallodag. Fordran, som tillkommer växelinnehavare mot överlåtare och utställare, preskriberas ett år från det protest inom rätt tid upptagits.
Postväxel är en egen växel upprättad enligt 75 §.
Namnet var ursprungligen postremissväxel och är idag vilseledande då en postväxel utfärdas av bank; inte av posten. Postväxlar infördes i Sverige av Stockholms Enskilda Bank år 1856. Postväxel är betalbar enbart inom Sverige.
Konsumentkreditlagen (1992:830) förbjuder konsumenter att göra avbetalningsköp mot växlar (dock ej postväxel från bank) och löpande skuldebrev. Anledningen är att konsumentskyddet annars skulle försvagas. Konsumenten kan ju inte vägra att betala en växel, som överlåtits till en godtroende förvärvare, med hänvisning till exempelvis fel i varan.